# Rock al Parque 2008
Rock al parque 2008 es la 14.ª edición del festival internacional de rock; se llevó a cabo en la ciudad de Bogotá, Colombia, los días 1, 2 y 3 de noviembre de 2008. La decimocuarta entrega del festival tiene como novedad la incursión de la Orquesta Filarmónica de Bogotá como organizadora del evento junto con la Secretaría de Cultura, Recreación y Deporte.
La lluvia impidió gravemente la realización del evento, lo que llevó a la cancelación de bandas como 1280 Almas, El Sie7e, Pornomotora y Ciegosordomudos, entre otras, la Tarima Lago tuvo que ser cerrada los días domingo y lunes debido a que el terreno resbaloso era un riesgo para los asistentes. Además, se había abierto tarde, porque el pasto seguía muy mojado, debido a las intensas lluvias. Por eso la organización del evento decidió cambiar la fecha del festival para la edición de 2009. La directora ejecutiva de la Orquesta Filarmónica de Bogotá, entidad que tiene a su cargo la realización del evento, afirmó que se estudiará cuál será la mejor temporada.
El evento contó con la participación de 14 agrupaciones internacionales, 24 distritales y 12 nacionales durante los tres días en el Parque Metropolitano Simón Bolívar. Se destacan la participación de bandas como Carcass, Black Rebel Motorcycle Club, Bloc Party, Gondwana, Doctor Krápula, Austin TV entre muchos otros.
Debido a una cancelación en una fecha en la gira que adelantan en Argentina, la agrupación argentina Bersuit Vergarabat no pudo cambiar las reservas aéreas y no pudieron tocar en el cierre del último día del Festival como estaba previsto.

## Antecedentes
- Empiezan a desarrollarse los "ciclos de conciertos".[3]  convirtiéndose el Pre-Rock al Parque 2008

| Fecha                    | Nombre del concierto                                        | Lugar                            |
| ------------------------ | ----------------------------------------------------------- | -------------------------------- |
| 30 de agosto de 2008     | Dead Inside- Insxane- Unauthorized - Jorge Burbano - Elegia | Parque El Renacimiento           |
| 17 de septiembre de 2008 | Error –Sismo- Psyborg Corp                                  | Parque El Renacimiento           |
| 20 de septiembre de 2008 | Pop en la Torta                                             | Media Torta                      |
| 11 de octubre de 2008    | Frankie Jazz Urbano                                         | Parque El Renacimiento           |
| 25 de octubre de 2008    | Rastazo 2008                                                | Universidad Nacional de Colombia |

- Se corrió el rumor de que Rock al Parque 2008 no iba a hacerse por los hechos violentos ocurridos en Hip Hop al parque 2008.[4] Los organizadores del evento emitieron un boletín pronunciándose al respecto:

Frente a los hechos registrados el pasado domingo 19 de octubre al cierre del Festival Hip Hop al Parque y los pronunciamientos del algunos medios de comunicación, sobre el riesgo de no realizarse el Festival Rock al Parque, la administración distrital confirmó hoy que NO existe ninguna posibilidad de que el Festival, sea cancelado, y que se está trabajando conjuntamente con el fin de evitar que se repitan hechos como los del domingo anterior, que lamentablemente opacan, el gran éxito de un proyecto que ha demostrado a través de toda su historia ser un claro ejemplo de convivencia y tolerancia..

- Cerca de 40 tours fueron registrados, en la página oficial del festival. Las caravanas del rock vienen procedentes  de ciudades como Cali (en su mayoría), Medellín, Bucaramanga, Barranquilla, Pasto, Palmira, Neiva, Armenia y Pereira.[cita requerida]

Hay tours desde $ 50.000 pesos colombianos (unos $21,218 dólares aproximadamente) como el que se ofrece desde Neiva, el cual incluye transporte terrestre, en bus con capacidad para 30 personas. El viaje según sus organizadores está lleno de obsequios, como pírsines, afiches y camisetas.[cita requerida]
- Para esta edición volvió el RASTAZO[5]  antesala al festival que se celebró el 25 de octubre en la Universidad Nacional de Colombia y contó con la participación entre otros de:

 Cartel de presentaciones del rastazo.
| Invitados Distritales y Nacionales                                               | Invitados Internacionales                                           |
| -------------------------------------------------------------------------------- | ------------------------------------------------------------------- |
| Alerta Kamarada, La Severa Matacera, Voodoo Souljah's, Vía Rústica               | Mateo Rivano (fundador del grupo Alerta quien creó el grupo A.K.A.) |
| The Klaxon, Chibkaya, Desorden Social, Mike Style Deejay, Providencia (Medellín) | Voodo Blaster - TNT Soundsystem                                     |

## Cartel de Presentaciones
- Sábado 1 de noviembre  Parque Metropolitano Simón Bolívar

 Las bandas nacionales invitadas se identifican con la bandera de Colombia
| Hora  | Escenario Plaza      | Hora  | Escenario Lago  |
| ----- | -------------------- | ----- | --------------- |
| 13:00 | Thunderblast         |       |                 |
| 13:50 | Andres osorio´s band | 13:55 | Ratos de porao  |
| 14:40 | Entropía             | 14:45 | Deeptrip        |
| 15:30 | Kronos               | 15:45 | Loathsome Faith |
| 16:30 | Awaken               | 16:45 | No importa      |
| 17:30 | Ethereal             | 17:45 | Heartless       |
| 18:35 | Paradise Lost        | 18:55 | Muscaria        |
| 19:50 | Masacre              | 19:55 | Fractal Flesh   |
| 21:05 | Carcass              | 21:05 | Koyi K Utho     |
| 22:00 | Cierre               | 22:00 | Cierre          |

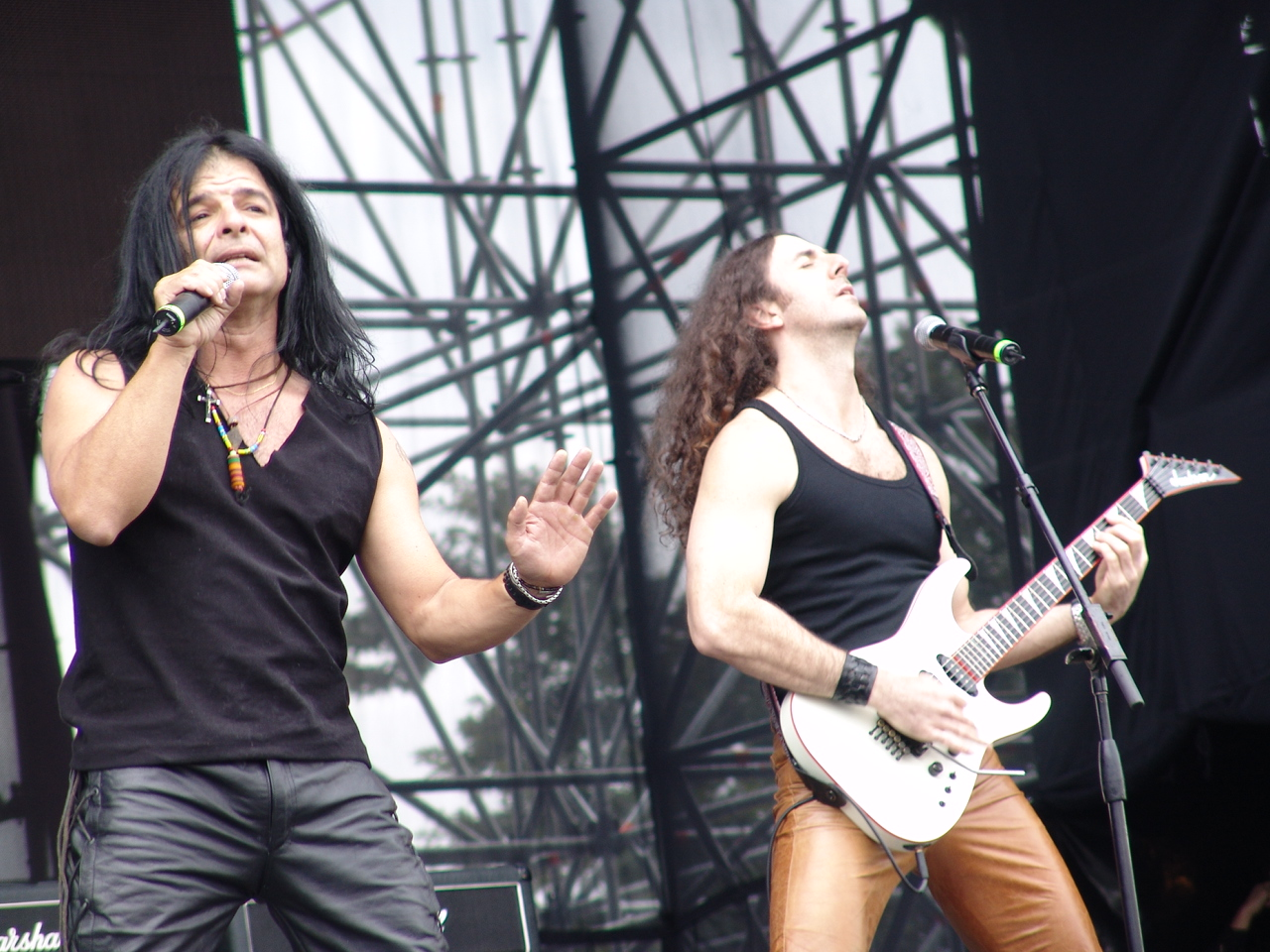
Kronos una de las bandas más queridas por los asistentes del evento, tocando en Rock al parque 2008.

- Domingo 2 de noviembre  Parque Simón Bolívar

 Las bandas nacionales invitadas se identifican con la bandera de Colombia
| Hora  | Escenario Plaza                                                              | Hora  | Escenario Lago                                      |
| ----- | ---------------------------------------------------------------------------- | ----- | --------------------------------------------------- |
| 13:00 | Tío Cabeza                                                                   | 13:00 | Señores Usuarios                                    |
| 13:50 | El hombre limón                                                              | 13:50 | Barrio Santo                                        |
| 14:45 | Santafuma                                                                    | 14:45 | escenario Lago cancelado por condiciones climáticas |
| 15:45 | Odio a Botero                                                                | 15:50 |                                                     |
| 16:45 | Panteón Rococó                                                               | 16:50 |                                                     |
| 17:45 | retraso de la programación y cambio de bandas por las condiciones climáticas | 17:55 |                                                     |
| 18:50 | Gondwana                                                                     | 18:55 |                                                     |
| 20:00 | Babasónicos                                                                  | 19:55 |                                                     |
| 21:05 | Black Rebel Motorcycle Club                                                  | 21:05 |                                                     |
| 22:00 | Cierre                                                                       | 22:00 | Cierre                                              |

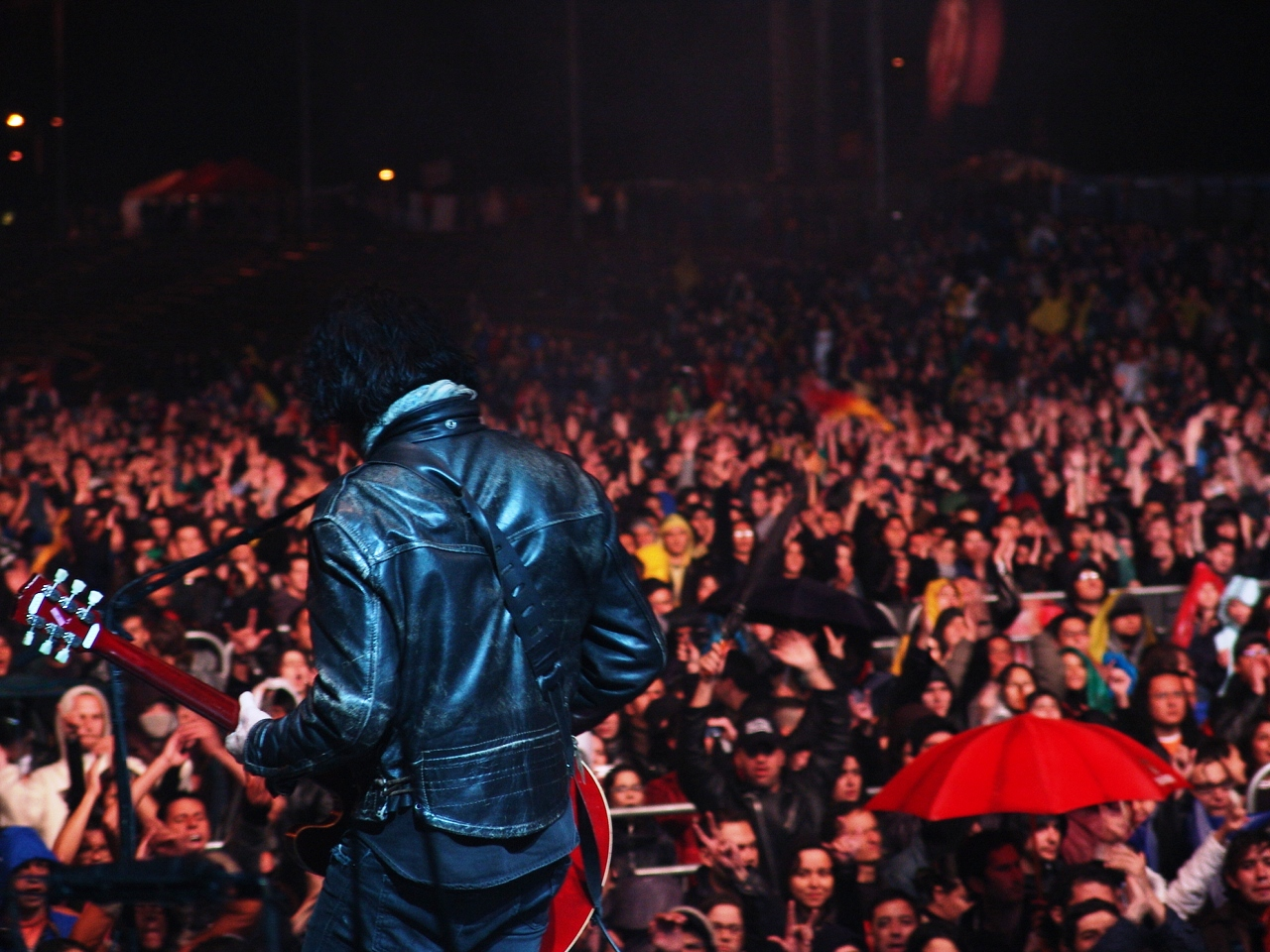
Black Rebel Motorcycle Club en rock al parque 2008.

El fuerte aguacero que cayó desde las 2 p. m. del domingo provocó que el escenario Lago se inundara y fuera cerrado en plena presentación de Barriosanto.
- Lunes 3 de noviembre

 Las bandas nacionales invitadas se identifican con la bandera de Colombia
| Hora  | Escenario Plaza  | Hora  | Escenario Lago                                      |
| ----- | ---------------- | ----- | --------------------------------------------------- |
| 12:00 | Solokarina       | 12:00 | Monojet                                             |
| 12:30 | Popcorn          | 12:30 | Delavil                                             |
| 13:10 | Thermo           | 13:05 | Barrio Santo                                        |
| 14:00 | El sinsentido    | 13:40 | Enepei                                              |
| 14:30 | Smoking Underdog | 14:15 | Velandia y la tigra                                 |
| 15:05 | Los Concorde     | 14:50 | Los Swingers                                        |
| 16:00 | Austin TV        | 15:20 | Mmodcats                                            |
| 16:45 | La Kinky Beat    | 15:55 | escenario Lago cancelado por condiciones climáticas |
| 17:50 | Doctor Krapula   | 16:35 |                                                     |
| 18:55 | Bloc Party       | 18:00 |                                                     |
| 20:00 | Sargento García  | 20:05 |                                                     |
| 21:00 | Cierre           | 21:00 | Cierre                                              |

## Datos de la edición 2008
- Escenarios:
  - Parque Simón Bolívar
- asistencia:

más de 250.000 personas
- Lema:

“Vida , máximo respeto“.
- Cifras
  - 24 bandas distritales ganadoras de convocatoria
  - 8 bandas locales
  - 5 bandas nacionales invitadas
  - 15 bandas internacionales provenientes de Estados Unidos, Inglaterra, España, Francia, México, Ecuador, Chile y Argentina
  - 300 personas en la organización y el montaje
  - 400 operadores de logística
  - 10 coordinadores de logística 6 coordinadores de prensa
  - 800 periodistas nacionales e internacionales
  - 200 guías cívicos de Misión Bogotá como informativos
  - 100 socorristas
  - 10 médicos
  - 7 ambulancias
  - 900 efectivos de la Policía Nacionales
  - 30 guías de movilidad
  - 2 máquinas de bomberos
  - 180 kW de sonido en el escenario principal
  - 80 kW de sonido en el escenario satélite
  - Un escenario principal de 24 × 20 m y 18 m de altura
  - Un escenario satélite de 18 × 12 m y 12 m de altura
  - 100 cabezas móviles de luces
  - 120 unidades par
  - 64 en luces sistema de amplificación inglés
  - 4 consolas digitales
  - 4 consolas análogas
  - 5 relevos de sonido en el escenario principal
  - 1 relevo en el escenario satélite
  - 1 pantalla de leds en el escenario principal
  - 2  pantallas de video en el escenario satélite